# Karl Samuda
Karl Samuda (* 8. Februar 1942 in Kingston) ist ein jamaikanischer Politiker (JLP, PNP). Er war von September 2007 bis Juni 2011 Industrie- und Handelsminister (Minister of Industry, Investment and Commerce) Jamaikas.

## Leben
Samuda besuchte die Ardenne Highschool, studierte dann an der University of Ottawa und schloss mit dem Bachelor of Commerce ab. Danach war er als Angestellter bei Alcan Jamaica Ltd. und Industrial Gases Ltd. tätig. Er ist verheiratet und hat drei Kinder.

## Politik
In der Jamaica Labour Party (JLP) war Samuda von 1985 bis 1990 stellvertretender Generalsekretär (Deputy General Secretary). Im Jahr 1990 wurde er aus der JLP ausgeschlossen und trat der People’s National Party (PNP) bei. Er wechselte 1997 zurück zur JLP und war von 2005 bis 2011 Generalsekretär der Partei.
Ins Repräsentantenhaus wurde Samuda zum ersten Mal 1980 gewählt, als Kandidat der JLP im Wahlkreis St. Andrew North Western. Im Jahr 1989 gewann er im Wahlkreis St. Andrew North Central noch für die JLP, bevor er dann keine zwei Jahre später zur PNP wechselte. Bei der Parlamentswahl 1993 verteidigte er im selben Wahlkreis – diesmal als PNP-Kandidat – mit knapper Stimmenmehrheit seinen Sitz im Repräsentantenhaus. Vor der Wahl 1997 kehrte er zur JLP zurück und schaffte die Wiederwahl, ebenso wie bei der folgenden Wahl 2002. 
Er war zwischen 1980 und 1986 Parlamentarischer Staatssekretär (Parliamentary Secretary) und Staatsminister (Minister of State), zunächst beim Gesundheits-, später beim Industrie- und Handelsministerium. Samuda war von 1983 bis 1990 im Electoral Advisory Committee und wurde später Mitglied der Wahlkommission (Electoral Commission). 
Bei der Parlamentswahl am 3. September 2007 konnte er St. Andrew North Central erneut gewinnen. Die JLP errang bei dieser Wahl die Mehrheit und bildete die neue Regierung. Samuda wurde zum Industrie- und Handelsminister ernannt. Seine Vereidigung fand am 14. September 2007 statt. Er schied im Zuge einer Kabinettsumbildung Ende Juni 2011 aus dem Amt, sein Nachfolger wurde Christopher Tufton, der zuvor das Landwirtschafts- und Fischereiministerium geführt hatte. Samuda wurde das Ministerium für Energie und Bergbau angeboten, er lehnte jedoch ab und blieb als einfacher Abgeordneter im Repräsentantenhaus. Bei der Wahl am 29. Dezember 2011 gewann er wieder im Wahlkreis St. Andrew North Central und schaffte so den Wiedereinzug ins Repräsentantenhaus. Seit dem 19. Januar 2012 fungiert er als Oppositionssprecher für Verkehrspolitik und Infrastrukturentwicklung.